# ینی‌کند (گوی‌چای)

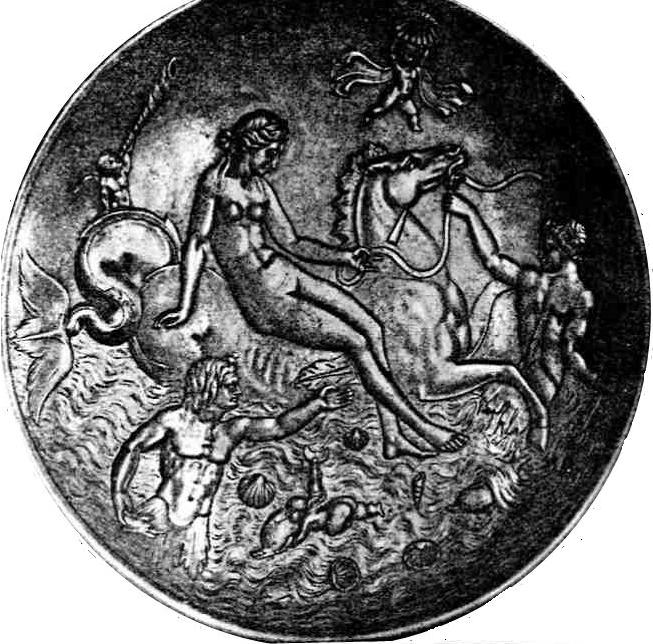
ظرفی از جنس نقره متعلق به قرن دوم میلادی که از این ناحیه کشف شده است.

ینی‌کند (به لاتین: Yenikənd) یک منطقه مسکونی در جمهوری آذربایجان است که در شهرستان گوی‌چای واقع شده است.